# Chikkasettikere, Turuvekere
Chikkasettikere là một làng thuộc tehsil Turuvekere, huyện Tumkur, bang Karnataka, Ấn Độ.